# Tipula (Microtipula) paloides
Tipula (Microtipula) paloides is een tweevleugelige uit de familie langpootmuggen (Tipulidae). De soort komt voor in het Neotropisch gebied.